# Nagy körtelevélbolha
A nagy körtelevélbolha (Psylla pyrisuga), a rovarok (Insecta) osztályába, félfedelesszárnyúak (Hemiptera) rendjébe és a valódi levélbolhák (Psyllidae) családjába tartozó faj.
Kertészeti kártevőként ismeretes, a körtefajok (Pyrus spp.) levelének szívogatásával és beszennyezésével komoly károkozásra képes.
Hazai tapasztalatok szerint elsősorban a nagyobb páratartalmú, csapadékosabb területeken okoz jelentősebb károkat.

## Megjelenése
Az imágó 3–4 mm hosszú, szárnyai átlátszók, erezetük zöld vagy vöröses. A fiatal egyedek zöldek, az idősebbek barnásfeketék, a hímek barnásvörösek.
Petéik nagyjából 0,5 mm nagyságúak, világossárgák, hosszúkásak, végükön kis nyúlvánnyal.
A lárva lapított testű, sötétsárga, világosbarna színezetű.

## Életmódja
A nagy körtelevélbolha egyes egyedei áttelelnek, így kora tavasszal, már márciusban elkezdik aktivitásukat, mely késő őszig, egészen a fagyok beálltáig eltarthat. Az áttelelt imágók korán lerakják első petéiket a vesszőkre a rügyek közelében, később virágokra és levelekre. A rövidesen kikelő lárvák keveset mozognak, csoportosan, kisebb telepekben szívogatják a fa leveleinek, virágainak és gyümölcseinek nedveit.
Mind az imágók, mind a lárvák nagy mennyiségben választanak ki mézharmatot.
Az első imágók 2,5 mm-es nagyságúak, nyár elejére alakulnak ki, sötétbarna színűek. Ivarérésük után elhagyják a körtét és fenyőfélékre vándorolnak, de megtalálhatók más növényeken is, például káposztán, babon, zöldborsón, lucernán, mentán.

## Kártétele

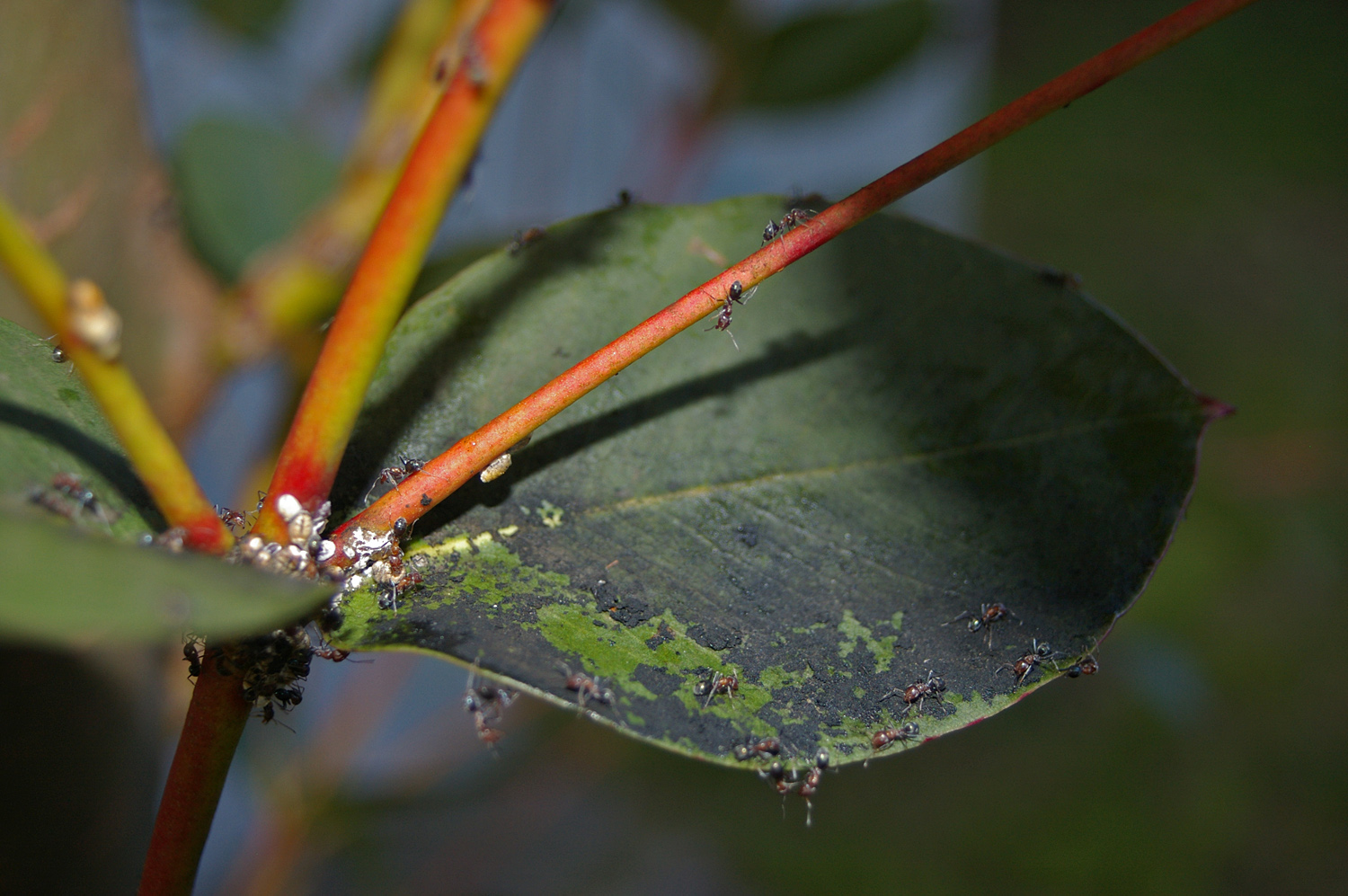
Korompenész egy fa levelein

A faj a körte egyik legjelentősebb kártevője, gyakran rokonaival, a füstösszárnyú körtelevélbolhával (Psylla pyri) és közönséges körtelevélbolhával (Psylla pyricola) együtt károsít.
Károkat elsősorban táplálkozásukkal okoznak; a növény nedveit szívogatják. A megtámadott levelek, hajtások besodródnak, elsárgulnak, egy részük idő előtt lehullik, erős fertőzés esetén jelentős terméstorzulást és korai gyümölcshullást is okozhatnak. Ezenkívül ürülékükkel az úgynevezett mézharmattal beszennyezik a növény minden részét, mely vonzza a hangyákat és jelentősen rontja a termés eltarthatóságát.
Közvetlen kártételük mellett jelentős közvetett károkat okozhatnak, mert a kibocsátott mézharmaton megtelepedő korompenész, mely gátolja a növény fotoszintézisét.

Közvetett kártételként jelentkezik még a különböző kórokozók, mint például a pear deciline mikoplazma, pear leaf curl vírus és az Erwinia amylovora nevű baktérium terjesztésében.

### Védekezés
A gyümölcsfák nyugalmi állapotában végzett mechanikai munkálatokkal (kéregkaparás, drótkefélés) az áttelelő nőstények jelentős részét elpusztíthatjuk, rügyfakadás után már vegyszeres védekezésre van szükség. Az első nemzedékek ellen kitinszintézist gátló szereket célszerű alkalmazni. Az integrált növényvédelem keretein belül olyan vegyszereket ajánlatos használni, melyek más kártevő fajok (például sodrómolyok, aknázómolyok, araszolók, poloskaszagú körtedarázs) ellen is hatásosak, ugyanakkor a kártevők természetes ellenségeit megkímélik.